# イワン・フェジュニンスキー
イワン・イワノヴィッチ・フェジュニンスキー（ロシア語: Иван Иванович Федюнинский, ラテン文字表記の例: Ivan Ivanovich Fedyuninsky, 1900年7月17日 - 1977年10月17日）は、ソ連の軍人。上級大将。ソ連邦英雄。

## 経歴
ギレヴォ村（現スヴェルドロフスク州トゥグルィムスキー地区）出身。
1919年から赤軍。ロシア内戦時、兵卒として西部戦線で戦う。1924年、ウラジオストク歩兵学校を卒業し、小隊長となる。1929年の東清鉄道紛争時、中隊を指揮。1930年から共産党員。1931年、「射撃」課程を修了し、大隊長となる。1936年、連隊長補佐。1939年、自動車化狙撃連隊長となり、ノモンハン事件で功績を挙げ、ソ連邦英雄の称号を授与された。1940年2月、師団長、同年11月、狙撃軍団長。1941年、参謀本部軍事アカデミー附属高等指揮要員完全化課程を修了。
独ソ戦時、狙撃軍団、第32軍（1941年8月～9月）、第42軍（1941年9月～10月）、レニングラード戦線（1941年10月）、第54軍（1941年10月～1942年4月）、第5軍（1942年4月～10月）を指揮。1942年10月からヴォルホフ戦線副司令官、1943年5月からブリャンスク戦線副司令官。1943年7月から第11軍司令官、1943年12月から終戦まで第2打撃軍司令官。フェジュニンスキー指揮下の部隊は、レニングラードの防衛・封鎖解除、チフヴィン、ルジェフ・シチョフ作戦、クルスクの戦い、ブリャンスク、ゴメリ・レチツク、クラスノセリスコ・ロプシン、ナルヴァ、タリン、東プロシア、東ポメラニア、ベルリン作戦に参加した。戦時中、最高司令官令で25回指摘された。
戦後、1946年～1947年までアルハンゲリスク軍管区司令官。1948年、参謀本部軍事アカデミー附属高等学術課程を修了し、各職を歴任する。1951年、駐独ソビエト軍集団副司令官、第一副司令官。1954年、ザカフカーズ軍管区司令官。1957年、トルケスタン軍管区司令官。1965年12月、ソ連国防省監察総監部軍事監察顧問。第5期、第6期ソ連最高会議代議員。

## 表彰・受勲
- ソ連邦英雄（1939年）
- レーニン勲章 4度
- 赤旗勲章 5度
- スヴォーロフ勲章一等 2度
- クトゥーゾフ勲章一等 2度
- 赤星勲章
- ソ連軍勤務時祖国奉仕勲章（英語版）三等
- レニングラード防衛記章
- ソ連邦国境警備栄誉記章（英語版）
- キエフ防衛記章（英語版）
- 大祖国戦争対独勝利記章（英語版）
- ケーニヒスベルク攻略記章（英語版）
- ベルリン攻略記章（英語版）
- 処女地開発記章（英語版）
- 大祖国戦争勝利20年記念記章（英語版）
- 大祖国戦争勝利30年記念記章（英語版）
- ソ連軍退役軍人記章（英語版）
- 労働者・農民赤軍20年記念記章（英語版）
- ソビエト陸海軍30年記念記章（英語版）
- ソ連軍40年記念記章（英語版）
- ソ連軍50年記念記章（英語版）
- レニングラード250周年記念記章（英語版）

### 諸外国
モンゴル
- モンゴル人民共和国英雄（英語版）
- スフバートル勲章（英語版） 2度
- 赤旗勲章（ロシア語版）
- 戦功勲章（ロシア語版）

ポーランド
- ポーランド復興勲章三等
- ヴィルッチ・ミリタリ勲章（英語版）
- グルンヴァルト十字勲章（英語版）二等
- Cross Olshansky Province

東ドイツ
- ドイツ民主共和国英雄
- 祖国功労勲章金賞

トゥヴァ人民共和国
- 赤旗勲章

チェコスロバキア
- Медаль «За укрепление дружбы по оружию» (ЧССР)一等